# Валевска Олівейра
Валевска Олівейра  (порт. Walewska Moreira de Oliveira; 1 січня 1979, Белу-Оризонті — 21 вересня 2023) — бразильська волейболістка, олімпійська чемпіонка.

## Виступи на Олімпіадах
| Олімпіада   | Дисципліна | Місце |
| ----------- | ---------- | ----- |
| Сідней 2000 | волейбол   | 3     |
| Афіни 2004  | волейбол   | 4     |
| Пекін 2008  | волейбол   | 1     |